# استانداری کهگیلویه و بویراحمد
استانداری کهگیلویه و بویراحمد یک نهاد مرتبط سازمان امور اداری کشور و نماینده دولت جمهوری اسلامی ایران در استان کهگیلویه و بویراحمد است که در شهر یاسوج واقع شده است.

## پیشینه
استانداری کهگیلویه و بویراحمد از بدو تاسیس، نقش محوری در توسعه و پیشرفت منطقه ایفا کرده است. در طول سالیان، استانداران متعددی با دیدگاه‌ها و برنامه‌های مختلف، مسئولیت اداره استان را بر عهده داشته‌اند. تحولات سیاسی و اجتماعی کشور، تاثیر مستقیمی بر عملکرد استانداری داشته و این نهاد همواره در تلاش بوده است تا با توجه به شرایط، بهترین تصمیمات را برای توسعه استان اتخاذ کند. از جمله مهمترین وظایف استانداری، می‌توان به هماهنگی بین دستگاه‌های اجرایی، برنامه‌ریزی برای توسعه اقتصادی و اجتماعی، و حفظ امنیت و آرامش در منطقه اشاره کرد. بررسی فهرست استانداران این استان نشان دهنده تحولات سیاسی و اجتماعی در ایران در طول زمان است.

## مدیریت
استان کهگیلویه و بویراحمد یکی از استان‌های جنوب غربی ایران است که مرکز آن، شهر یاسوج می‌باشد. این استان با مساحتی حدود ۱۶ هزار و ۲۴۹ کیلومتر مربع، درامتداد رشته کوه‌های زاگرس قرار دارد که از شمال به استان چهارمحال و بختیاری، از غرب به استان خوزستان، از جنوب به استان بوشهر و از شرق به استان‌های فارس و اصفهان محدود می‌شود. این استان در سال ۱۳۹۵ خورشیدی، دارای۱۷۵۰۰۰۰ نفر جمعیت بوده است. بر اساس آخرین تقسیمات کشوری، این استان دارای ۹ شهرستان می‌باشد.

### فرمانداری‌ها
- فرمانداری شهرستان بویراحمد
- فرمانداری شهرستان کهگیلویه
- فرمانداری شهرستان گچساران
- فرمانداری شهرستان دنا
- فرمانداری شهرستان بهمئی
- فرمانداری شهرستان باشت
- فرمانداری شهرستان چرام
- فرمانداری شهرستان لنده
- فرمانداری شهرستان مارگون[۴]

## استانداران
| استانداران کهگیلویه و بویراحمد | استانداران کهگیلویه و بویراحمد | استانداران کهگیلویه و بویراحمد | استانداران کهگیلویه و بویراحمد | استانداران کهگیلویه و بویراحمد | استانداران کهگیلویه و بویراحمد |
| استاندار                       | آغاز تصدی                      | پایان تصدی                     | دولت                           | رئیس دولت                      | منبع                           |
| ------------------------------ | ------------------------------ | ------------------------------ | ------------------------------ | ------------------------------ | ------------------------------ |
| حکومت پهلوی                    |                                |                                |                                |                                |                                |
| سرلشکر مقصود همپائی            | ۲۱ آبان ۱۳۵۷                   | بهمن ۱۳۵۷                      | دولت نظامی                     | غلامرضا ازهاری                 | [ ۵ ]                          |
| جمهوری اسلامی ایران            |                                |                                |                                |                                |                                |
| احمد هومن                      | ۲۱ فروردین ۱۳۵۸                | ۱ مرداد ۱۳۵۸                   | شورای انقلاب                   | -                              |                                |
| سید کمال‌الدین نیک‌روش           | ۲۶ تیر ۱۳۵۸                    | ۲۷ آذر ۱۳۵۸                    | شورای انقلاب                   | -                              |                                |
| سید محمدتقی لواسانی            | ۱ دی ۱۳۵۸                      | ۶ آبان ۱۳۶۰                    | -                              | ابوالحسن بنی‌صدر                | -                              |
| سید محمدتقی لواسانی            | ۱ دی ۱۳۵۸                      | ۶ آبان ۱۳۶۰                    | -                              | محمدعلی رجایی                  | -                              |
| محمدعلی کفافی                  | ۲۶ آبان ۱۳۶۰                   | ۱ شهریور ۱۳۶۱                  | دولت چهارم                     | میرحسین موسوی                  | [ ۶ ]                          |
| علی قنبری                      | ۱۱ شهریور ۱۳۶۱                 | ۲۱ شهریور ۱۳۶۵                 | دولت چهارم                     | میرحسین موسوی                  | [ ۷ ]                          |
| علی قنبری                      | ۱۱ شهریور ۱۳۶۱                 | ۲۱ شهریور ۱۳۶۵                 | دولت چهارم                     | میرحسین موسوی                  |                                |
| عباس میرزا ابوطالبی            | ۲۶ شهریور ۱۳۶۵                 | ۳ دی ۱۳۶۷                      | [ ۸ ]                          | میرحسین موسوی                  |                                |
| احمد جمی سرپرست                | ۴ دی ۱۳۶۷                      | ۱۰ مرداد ۱۳۶۸                  |                                | میرحسین موسوی                  |                                |
| علی صوفی                       | ۹ مهر ۱۳۶۸                     | ۲۱ شهریور ۱۳۷۲                 | دولت پنجم                      | اکبر هاشمی رفسنجانی            | [ ۹ ]                          |
| احمد جمی سرپرست                | ۲۱ شهریور ۱۳۷۲                 | ۹ آبان ۱۳۷۲                    | دولت ششم                       | اکبر هاشمی رفسنجانی            |                                |
| صمد رجاء                       | ۹ آبان ۱۳۷۲                    | ۶ آبان ۱۳۷۶                    | دولت ششم                       | اکبر هاشمی رفسنجانی            | [ ۱۰ ]                         |
| علی‌اکبر اولیاء                 | ۶ آبان ۱۳۷۶                    | ۲۵ مرداد ۱۳۷۸                  | دولت هفتم                      | سید محمد خاتمی                 | [ ۱۱ ]                         |
| کریم شورانگیز                  | ۲۷ مرداد ۱۳۷۸                  | ۲۷ مرداد ۱۳۸۲                  | دولت هفتم                      | سید محمد خاتمی                 | [ ۱۲ ]                         |
| کریم شورانگیز                  | ۲۷ مرداد ۱۳۷۸                  | ۲۷ مرداد ۱۳۸۲                  | دولت هشتم                      | سید محمد خاتمی                 |                                |
| اسماعیل دوستی                  | ۲۷ مرداد ۱۳۸۲                  | ۲ آبان ۱۳۸۴                    | [ ۱۳ ]                         | سید محمد خاتمی                 |                                |
| سید مسعود حسینی                | ۲ آبان ۱۳۸۴                    | ۲۵ آذر ۱۳۸۷                    | دولت نهم                       | محمود احمدی‌نژاد                | [ ۱۴ ]                         |
| قوام نوذری                     | ۲۵ آذر ۱۳۸۷                    | ۱۸ تیر ۱۳۹۰                    | دولت نهم                       | محمود احمدی‌نژاد                | [ ۱۵ ]                         |
| قوام نوذری                     | ۲۵ آذر ۱۳۸۷                    | ۱۸ تیر ۱۳۹۰                    | دولت دهم                       | محمود احمدی‌نژاد                |                                |
| اکبر نیکزاد                    | ۱۸ تیر ۱۳۹۰                    | ۱۶ شهریور ۱۳۹۱                 | [ ۱۶ ]                         | محمود احمدی‌نژاد                |                                |
| سید حسین صابری                 | ۱۴ شهریور ۱۳۹۱                 | ۳۱ شهریور ۱۳۹۲                 | [ ۱۷ ]                         | محمود احمدی‌نژاد                |                                |
| سید موسی خادمی                 | ۳۱ شهریور ۱۳۹۲                 | ۲۲ شهریور ۱۳۹۶                 | دولت یازدهم                    | حسن روحانی                     | [ ۱۸ ]                         |
| علی‌محمد احمدی                  | ۲۲ شهریور ۱۳۹۶                 | ۲۲ خرداد ۱۳۹۸                  | دولت دوازدهم                   | حسن روحانی                     | [ ۱۹ ]                         |
| حسین کلانتری                   | ۲۲ خرداد ۱۳۹۸                  | ۳۱ شهریور ۱۴۰۰                 | دولت دوازدهم                   | حسن روحانی                     | [ ۲۰ ]                         |
| سید علی احمدزاده               | ۳۱ شهریور ۱۴۰۰                 | ۲۸ شهریور ۱۴۰۳                 | دولت سیزدهم                    | سید ابراهیم رئیسی              | [ ۲۱ ]                         |
| سید علی احمدزاده               | ۳۱ شهریور ۱۴۰۰                 | ۲۸ شهریور ۱۴۰۳                 | دولت سیزدهم                    | محمد مخبر(سرپرست)              | [ ۲۱ ]                         |
| یدالله رحمانی                  | ۲۸ شهریور ۱۴۰۳                 | متصدی                          | دولت چهاردهم                   | مسعود پزشکیان                  | [ ۲۲ ]                         |

## بودجه
درآمد عمومی استان کهگیلویه و بویراحمد در سال ۱۳۹۹، ۵۵۹ میلیارد تومان و هزینه‌های استانی ۲۴۱۷ میلیارد تومان بوده است. همچنین در این سال استان کهگیلویه و بویراحمد ۱٫۶ درصد بودجه کشور را به خود اختصاص داد.